# Arquidiocese de Toliara
A Arquidiocese de Toliara (Archidiœcesis Toliarana) é uma circunscrição eclesiástica da Igreja Católica situada em Toliara, Madagascar. Seu atual arcebispo é Fulgence Rabeony, S.J. Sua Sé é a Catedral São Vicente de Paula de Toliara.
Possui 24 paróquias servidas por 67 padres, abrangendo uma população de 1 156 800 habitantes, com 14,1% da dessa população jurisdicionada batizada (163 300 católicos).

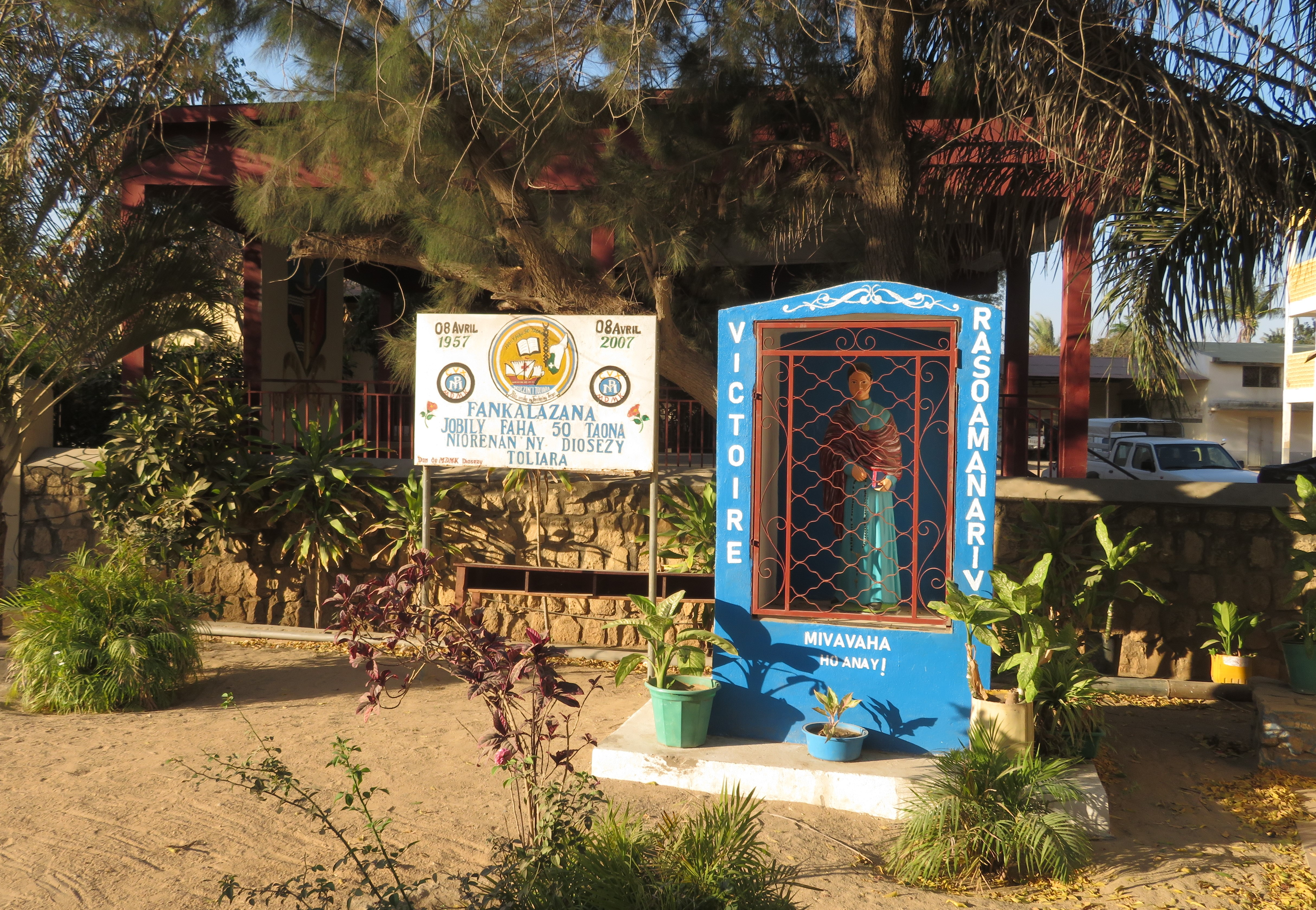
Monumento da diocese em Toliara

## História
A diocese de Tuléar foi erigida em 8 de abril de 1957 pela bula Cum id ob temporum do Papa Pio XII, recebendo o território da diocese de Fort-Dauphin (atual diocese de Tôlagnaro).
Originariamente sufragânea da Arquidiocese de Tananarive (atual Arquidiocese de Antananarivo), em  11 de dezembro de 1958 passou a fazer parte da província eclesiástica da Arquidiocese de Fianarantsoa.
Em 28 de outubro de 1989 assume o nome de diocese de Toliara por efeito do decreto Apostolicis sub plumbo da Congregação para a Evangelização dos Povos..
Em 3 de dezembro de 2003 foi elevada à dignidade de arquidiocese metropolitana pela bula De universo dominico do Papa João Paulo II.

## Prelados
| #              | Nome                           | Período    | Notas      |
| Arcebispos     | Arcebispos                     | Arcebispos | Arcebispos |
| -------------- | ------------------------------ | ---------- | ---------- |
| 2º             | Gustavo Bombín Espino, O.SS.T. | 2023-      | Atual      |
| 1º             | Fulgence Rabeony, S.J.         | 2003-2023  |            |
| Bispo          |                                |            |            |
| 3º             | Fulgence Rabeony, S.J.         | 1990-2003  |            |
| 2º             | René Joseph Rakotondrabé †     | 1974-1989  |            |
| 1º             | Michel-Henri Canonne, A.A. †   | 1959-1974  |            |
| Bispo-auxiliar |                                |            |            |
|                | René Joseph Rakotondrabé †     | 1972-1974  |            |